# Lindenhagen
Lindenhagen (bis zum 30. September 1949 Hindenburg) ist ein zum Ortsteil Röpersdorf/Sternhagen gehörender bewohnter Gemeindeteil der Gemeinde Nordwestuckermark im Landkreis Uckermark in Brandenburg. Bis zum 1. Juli 1961 war Lindenhagen eine eigenständige Gemeinde.

## Lage
Lindenhagen liegt in der Uckermark am westlichen Ufer des Sternhagener Sees und nördlich des Waldgebietes Sternhagener Forst. Die Stadt Prenzlau ist etwa zehn Kilometer Luftlinie entfernt. Umliegende Ortschaften sind Groß Sperrenwalde im Norden, Schmachtenhagen im Nordosten, Sternhagen im Osten, Sternhagen Gut im Südosten, Haßleben (Ortsteil der Gemeinde Boitzenburger Land) im Südwesten sowie Birkenhain und Ferdinandshof im Westen. Zur früheren Gemeinde Lindenhagen gehörte zudem ein heute namenloser Wohnplatz, der auf historischen Karten als Abbau zu Hindenburg bezeichnet wurde.
Lindenhagen liegt an der Kreisstraße 7325. Die Bundesstraße 109 (Templin–Prenzlau) ist etwa einen Kilometer entfernt.

## Geschichte
Der ursprüngliche Name des Ortes tauchte erstmals im Jahr 1269 mit dem Personennamen Fredericus von Hyndenborg auf. Die urkundliche Ersterwähnung des Ortes erfolgte 1321 mit der Schreibweise Hindenborch. Das Rittergut Hindenburg gehörte zunächst den Rittern von Bentz, nach dem Aussterben der Adelslinie fiel der Ort zunächst wüst. Im Jahr 1465 kam die Stadt Prenzlau in den Besitz der Wüstung Hindenburg, auf deren Gemarkung diese im Jahr 1577 ein Vorwerk anlegen ließ. Ab dem späten 17. Jahrhundert wuchs die Einwohnerzahl des Ortes durch die Ansiedlung von Hugenotten aus der Pfalz, wodurch im Jahr 1697 die Gründung der evangelisch-reformierten Kirchengemeinde Lindenhagen erfolgte. 1841 kam es zur Anlegung des Wohnplatzes Birkenhain, der als Chausseehaus an der Handelsstraße zwischen Templin und Prenzlau diente.
Im Jahr 1949 wurde Hindenburg aufgrund der Namensgleichheit mit Paul von Hindenburg in Lindenhagen umbenannt. Die Endung „-hagen“ wurde aufgrund der Namensähnlichkeit zu den umliegenden Dörfern gewählt. Bis 1952 gehörte die Gemeinde zum Landkreis Prenzlau in der preußischen Provinz Brandenburg, nach der DDR-Kreisreform lag Lindenhagen im verkleinerten Kreis Prenzlau im Bezirk Neubrandenburg. Am 1. Juli 1961 wurde Lindenhagen in die Nachbargemeinde Sternhagen eingegliedert. Nach der Wende und der brandenburgischen Kreisreform 1993 kam Lindenhagen zum Landkreis Uckermark.
Am 1. Dezember 1997 schlossen sich die Gemeinden Röpersdorf und Sternhagen zu der Gemeinde Röpersdorf/Sternhagen zusammen. Diese ist seit dem 1. November 2001 ein Ortsteil der neu gegründeten Gemeinde Nordwestuckermark.

## Sehenswürdigkeiten

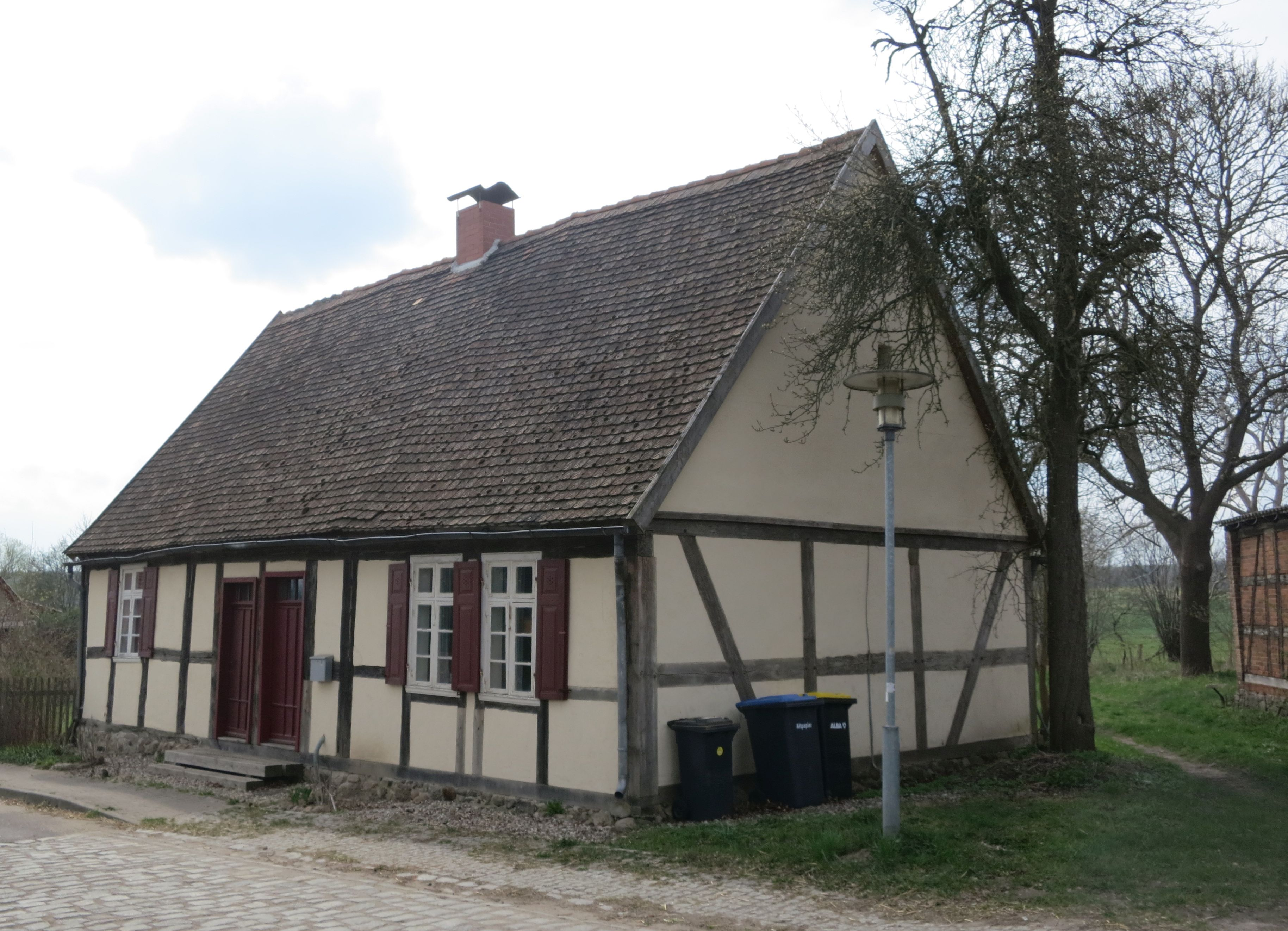
Unter Denkmalschutz stehendes Fachwerkwohnhaus in Lindenhagen

- Die evangelische Dorfkirche von Lindenhagen entstand im 13. Jahrhundert als Feldsteinkirche. Nach der Ansiedlung französisch-reformierter Glaubensflüchtlinge ab 1687 erfolgte eine grundlegende Sanierung der Kirche, bei der unter anderem im Jahr 1706 die Fenster vergrößert wurden. Auch die Ausstattung der Kirche stammt aus dieser Zeit, der Kanzelaltar ist auf das Jahr 1708 datiert. 1793 wurde die Dorfkirche um den quadratischen Turmaufsatz erweitert.[5]
- In Lindenhagen befindet sich ein unter Denkmalschutz stehendes Fachwerkwohnhaus (Sternhagener Straße 2) aus Lehmziegel mit Satteldach, das im Jahr 1846 erbaut wurde. Westlich von Lindenhagen befindet sich an der Bundesstraße 109 eine ebenfalls unter Denkmalschutz stehende Postmeilensäule.

## Einwohnerentwicklung
| Jahr | Einwohner |
| ---- | --------- |
| 1875 | 285       |
| 1890 | 238       |
| 1910 | 234       |

| Jahr | Einwohner |
| ---- | --------- |
| 1925 | 228       |
| 1933 | 201       |
| 1939 | 221       |

| Jahr | Einwohner |
| ---- | --------- |
| 1946 | 310       |
| 1950 | 307       |

Gebietsstand des jeweiligen Jahres